# Stal Stalowa Wola (piłka nożna) w sezonie 2023/2024
Sezon 2023/2024 był dla Stali Stalowa Wola 1. sezonem na trzecim szczeblu ligowym, po powrocie w 2023. Zakończył się awansem do I ligi.

## Transfery

### Transfery letniego okresu przygotowawczego
W letnim okresie zawodnikami Stali zostali: Kacper Chełmecki (wcześniej w KS Wiązownica), Łukasz Furtak (wcześniej w Rakowie II Częstochowa), Dominik Kościelniak (wcześniej w GKS Katowice), Dominik Maluga (wcześniej w Avii Świdnik), Michał Mydlarz (wcześniej w Avii Świdnik), Łukasz Seweryn (wcześniej wResovii) oraz Bartosz Wiktoruk (wcześniej w Jagiellonii II Białystok). 17 lipca 2023 Stal potwierdziła transfery Oliviera Sukiennickiego z Rakowa Częstochowa i Hugo Leyka z Gromu Różaniec, a 21 lipca – dołączenie do kadry Damiana Oko z Zagłębia Lubin. 18 sierpnia 2023 piłkarzem Stali został Lucjan Klisiewicz, który w poprzednim sezonie wywalczył awans do Ekstraklasy z Puszczą Niepołomice.
W tym samym okresie ze Stali odeszli: Sławomir Duda (do klubu Star Starachowice), Arkadij Filipczuk, Michał Furman, Szymon Grabarz, Mateusz Hudzik, Łukasz Konefał (do Sokoła Nisko), Paweł Kucharczyk, Jakub Lebioda, Bartłomiej Olszewski, Wiktor Stępniowski oraz Filip Szifer. 17 lipca 2023, już w trakcie trwania sezonu, kontrakt z klubem za porozumieniem stron rozwiązał Mariusz Szuszkiewicz.

### Transfery zimowego okresu przygotowawczego
W zimowym okresie zawodnikami Stali został: Sebastian Strózik (wcześniej napastnik w pierwszoligowym klubie Wisła Płock), Wojciech Muzyk (wcześniej bramkarz w drugoligowym klubie Siarka Tarnobrzeg). W tym samym okresie ze Stali odszedł: bramkarz Adam Przybek (rozwiązał kontrakt), napastnik Kosei Iwao (do Siarki Tarnobrzeg).

## Przebieg sezonu

### Letni okres przygotowawczy
Podczas konferencji prasowej 29 czerwca 2023 ogłoszono, że następujący zawodnicy nie będą występować w barwach klubu w nowym sezonie: Sławomir Duda, Arkadij Filipczuk, Michał Furman, Szymon Grabarz, Mateusz Hudzik, Łukasz Konefał, Paweł Kucharczyk, Jakub Lebioda, Bartłomiej Olszewski, Wiktor Stępniowski i Filip Szifer. Stal przygotowania do nowego sezonu rozpoczęła 29 czerwca. Uczestniczyło w nich 32 zawodników. Do sztabu szkoleniowego dołączyli: asystent trenera Aleksander Adamus i trener przygotowania fizycznego Paweł Żmuda. Maciej Jarosz pozostał drugim trenerem, a Dienis Parieczin trenerem bramkarzy.

### Sezon
Na inaugurację sezonu Stal zremisowała 0:0 z GKS Jastrzębie. Pierwszego gola dla Stali strzelił w 3. kolejce Piotr Rogala, zdobywając bramkę na 1:1 w wyjazdowym meczu przeciwko liderowi Wiśle Puławy. 11 sierpnia 2023 odbyło się losowanie par pierwszej rundy Pucharu Polski, los skojarzył Stal z pierwszoligowym Zniczem Pruszków, którego zwyciężył 2:0 27 września 2023 przy obecności 1100 widzów w Stalowej Woli. 31 października 2023 Stal została wyeliminowana w 1/16 finału Pucharu Polski, przegrywając 0:1 z Cariną Gubin, po golu Wiktora Nahrabeckiego w 26. minucie. Rok 2024 Stal Stalowa Wola rozpoczęła od domowej wygranej 1:0 nad ŁKS II Łódź, po golu Lucjana Klisiewicza w 15. minucie.
Sezon zasadniczy Stal zakończyła na 4. miejscu, co zapewniło jej udział w barażach o awans do I ligi. W półfinale zielono-czarni pokonali u siebie 2:1 Chojniczankę Chojnice, a w rozgrywanym 1 czerwca 2024 finale w Kaliszu tym samym rozmiarem pokonali tamtejszy KKS 1925.

## Kadra

### Początek sezonu
Stan na 19 sierpnia 2023
| Nr | Poz. | Piłkarz              |
| -- | ---- | -------------------- |
|    | BR   | Adam Przybek         |
|    | BR   | Mikołaj Smyłek       |
|    | BR   | Tomasz Wietecha      |
|    | BR   | Tomasz Zieliński     |
|    | OB   | Damian Oko           |
|    | OB   | Volodymyr Khorolskyi |
|    | OB   | Jakub Banach         |
|    | OB   | Bartosz Pikuła       |
|    | OB   | Piotr Rogala         |
|    | OB   | Arkadiusz Ziarko     |
|    | OB   | Łukasz Seweryn       |
|    | OB   | Łukasz Soszyński     |
|    | OB   | Przemysław Stelmach  |
|    | OB   | Mateusz Książek      |
|    | OB   | Igor Fedejko         |

| Nr | Poz. | Piłkarz             |
| -- | ---- | ------------------- |
|    | OB   | Dominik Kościelniak |
|    | OB   | Adam Imiela         |
|    | PO   | Tomasz Kołbon       |
|    | PO   | Michał Mydlarz      |
|    | PO   | Olivier Sukiennicki |
|    | PO   | Bartosz Wiktoruk    |
|    | PO   | Bartosz Pioterczak  |
|    | PO   | Łukasz Furtak       |
|    | PO   | Jakub Kowalski      |
|    | PO   | Maciej Wojtak       |
|    | NA   | Kacper Wydra        |
|    | NA   | Dominik Maluga      |
|    | NA   | Lucjan Klisiewicz   |
|    | NA   | Kacper Chełmecki    |
|    | NA   | Kosei Iwao          |

## Mecze sparingowe
| Data                              | Przeciwnik        | Stadion                                           | Wynik | Strzelcy dla Stali                                                                                        | Źródło |  |
| --------------------------------- | ----------------- | ------------------------------------------------- | ----- | --- | ------ |  |
|                                   |                   |                                                   |       | |        |  |
| PRZEDSEZONOWE MECZE SPARINGOWE    |                   |                                                   |       | |        |  |
|                                   |                   |                                                   |       | |        |  |
| 5 lipca 2023                      | Stal Rzeszów      | Podkarpackie Centrum Piłki Nożnej (boisko boczne) | 0:7   | – | [ 23 ] |  |
| 8 lipca 2023                      | Broń Radom        | Podkarpackie Centrum Piłki Nożnej (boisko boczne) | 5:1   | Kōsei Iwao 12', 42', 74', Dominik Maluga 38', Jakub Banach 90' (k.)                                       | [ 24 ] |  |
| 8 lipca 2023                      | Star Starachowice | Podkarpackie Centrum Piłki Nożnej (boisko boczne) | 2:1   | Łukasz Seweryn 53', Dominik Kościelniak 62'                                                               | [ 25 ] |  |
| 15 lipca 2023                     | Resovia           | Podkarpackie Centrum Piłki Nożnej (boisko boczne) | 4:5   | Jakub Kowalski 34' (k.), Mariusz Szuszkiewicz 36', Adam Imiela 60', Igor Fedejko 69'                      | [ 26 ] |  |
|                                   |                   |                                                   |       | |        |  |
| MECZE SPARINGOWE W TRAKCIE SEZONU |                   |                                                   |       | |        |  |
|                                   |                   |                                                   |       | |        |  |
| 23 lipca 2023                     | Korona II Kielce  | Stadion Sanu Rozwadów, Stalowa Wola               | 2:3   | Igor Fedejko , Bartosz Pioterczak                                                                         | [ 27 ] |  |
|                                   |                   |                                                   |       | |        |  |
| ZIMOWE SPARINGI                   |                   |                                                   |       | |        |  |
|                                   |                   |                                                   |       | |        |  |
| 20 stycznia 2024                  | Star Starachowice | Podkarpackie Centrum Piłki Nożnej (boisko boczne) | 2:0   | Damian Oko 51', Adam Imiela 89' (k.)                                                                      | [ 28 ] |  |
| 20 stycznia 2024                  | Czarni Połaniec   | Podkarpackie Centrum Piłki Nożnej (boisko boczne) | 5:1   | Bartosz Pikuła 22', Maciej Wojtak 26', Jakub Górski 55', Sebastian Strózik 58', Łukasz Soszyński 84'      | [ 29 ] |  |
| 27 stycznia 2024                  | Stal Rzeszów      | Stadion Miejski (boisko boczne), Rzeszów          | 0:2   | – | [ 30 ] |  |
| 2 lutego 2024                     | Motor Lublin      | Lubelska Akademia Futbolu, Lublin                 | 0:2   | – | [ 31 ] |  |
| 10 lutego 2024                    | Avia Świdnik      | Podkarpackie Centrum Piłki Nożnej (boisko boczne) | 5:1   | Jakub Górski 33' (k.), Łukasz Furtak 69', Kacper Chełmecki 81', Jakub Banach 102', Sebastian Strózik 104' | [ 32 ] |  |
| 17 lutego 2024                    | Radomiak Radom    | Stadion Jodły Jedlnia-Letnisko, Kolonka           | 1:2   | Jakub Górski 3'                                                                                           | [ 33 ] |  |

## Mecze ligowe

### Sezon zasadniczy
| Kolejka      | Data         | Mecz                                      | Wynik        | Strzelcy dla Stali                                                                          | Widzowie     | Uwagi | Źródło |
| MECZE W 2023 | MECZE W 2023 | MECZE W 2023                              | MECZE W 2023 | MECZE W 2023                                                                                | MECZE W 2023 | MECZE W 2023 | [ 35 ] |
| ------------ | ------------ | ----------------------------------------- | ------------ | ------------------------------------------------------------------------------------------- | ------------ | --- | ------ |
| 1            | 22.07        | GKS Jastrzębie - Stal Stalowa Wola        | 0:0          | –                                                                                           | 1.679        | – | [ 15 ] |
| 2            | 29.07        | Pogoń Siedlce - Stal Stalowa Wola         | 2:0          | –                                                                                           | 747          | – | [ 36 ] |
| 3            | 06.08        | Wisła Puławy - Stal Stalowa Wola          | 1:1          | Piotr Rogala 54'                                                                            | 725          | 29 czerwca 2023 dokonano zmiany gospodarza meczu | [ 16 ] |
| 4            | 13.08        | ŁKS II Łódź - Stal Stalowa Wola           | 3:0          | –                                                                                           | 330          | – | [ 38 ] |
| 5            | 19.08        | Stal Stalowa Wola - Chojniczanka Chojnice | 5:2          | Adam Imiela 20', Jakub Kowalski 43' (k.), 90' (k.), Piotr Rogala 47', Lucjan Klisiewicz 83' | 2.300        | – | [ 39 ] |
| 6            | 26.08        | Stal Stalowa Wola - Stomil Olsztyn        | 0:1          | –                                                                                           | 2.800        | Rozpoczął się 30 minut później (o 19:30) niż planowano, w związku z ulewą. | [ 40 ] |
| 7            | 02.09        | KKS 1925 Kalisz - Stal Stalowa Wola       | 1:0          | –                                                                                           | 1.703        | – | [ 41 ] |
| 8            | 10.09        | Stal Stalowa Wola - Hutnik Kraków         | 2:1          | Adam Imiela 34', Lucjan Klisiewicz 75'                                                      | 2.350        | – | [ 42 ] |
| 9            | 16.09        | Sandecja Nowy Sącz - Stal Stalowa Wola    | 2:0          | –                                                                                           | 204          | – | [ 43 ] |
| 10           | 24.09        | Stal Stalowa Wola - Polonia Bytom         | 1:0          | Lucjan Klisiewicz 59' (k.)                                                                  | 2.150        | – | [ 44 ] |
| 11           | 30.09        | Olimpia Elbląg - Stal Stalowa Wola        | 0:0          | –                                                                                           | 831          | – | [ 45 ] |
| 12           | 06.10        | Stal Stalowa Wola - Lech II Poznań        | 3:1          | Adam Imiela 1', 15', 40'                                                                    | 2.100        | – | [ 46 ] |
| 13           | 18.10        | Kotwica Kołobrzeg - Stal Stalowa Wola     | 1:0          | –                                                                                           | 1.120        | 7 października 2023 mecz został przełożony (z 14 na 18 października), z powodu powołania piłkarza Kotwicy Cezarego Polaka do reprezentacji Polski U-21.                                                              | [ 48 ] |
| 14           | 22.10        | Stal Stalowa Wola - Olimpia Grudziądz     | 2:0          | Oskar Sikorski 22' (sam.), Jacek Górski 33'                                                 | 1.830        | – | [ 49 ] |
| 15           | 27.10        | Skra Częstochowa - Stal Stalowa Wola      | 1:2          | Kacper Chełmecki 18', Piotr Rogala 59'                                                      | 0            | Mecz rozegrany bez udziału publiczności | [ 50 ] |
| 16           | 05.11        | Stal Stalowa Wola - Radunia Stężyca       | 1:2          | Arkadiusz Ziarko 88'                                                                        | 1.800        | | [ 51 ] |
| 17           | 12.11        | Zagłębie II Lubin - Stal Stalowa Wola     | 4:0          |                                                                                             | 137          | Mecz rozgrywany na bocznym boisku nr 4 | [ 52 ] |
| 18           | 18.11        | Stal Stalowa Wola - GKS Jastrzębie        | 3:1          | Arkadiusz Ziarko 6', Bartosz Pioterczak 34', Maciej Wojtak 90'                              | 1.800        | | [ 53 ] |
| 19           | 27.11        | Stal Stalowa Wola - Pogoń Siedlce         | 2:1          | Bartosz Pioterczak 66', Adam Imiela 90+2' (k)                                               | 1.215        | | [ 54 ] |
| MECZE W 2024 | MECZE W 2024 | MECZE W 2024                              | MECZE W 2024 | MECZE W 2024                                                                                | MECZE W 2024 | MECZE W 2024 | [ 35 ] |
| 21           | 23.02        | Stal Stalowa Wola - ŁKS II Łódź           | 1:0          | Lucjan Klisiewicz 15'                                                                       | 1.600        | | [ 20 ] |
| 22           | 03.03        | Chojniczanka Chojnice - Stal Stalowa Wola | 1:1          | Damian Oko 88'                                                                              | 782          | | [ 35 ] |
| 23           | 09.03        | Stomil Olsztyn - Stal Stalowa Wola        | 0:1          | Jakub Banach 83'                                                                            | 1.805        | | [ 35 ] |
| 24           | 17.03        | Stal Stalowa Wola - KKS 1925 Kalisz       | 0:1          |                                                                                             | 2.000        | | [ 35 ] |
| 20           | 20.03        | Stal Stalowa Wola - Wisła Puławy          | 2:2          | Adam Imiela 45' (k.), Jakub Banach 86'                                                      | 1.350        | 29 czerwca 2023 dokonano zmiany gospodarza meczu. Miał zostać rozegrany 3 grudnia 2023, ale dzień wcześniej został odwołany z powodu złego stanu boiska (opady śniegu). 11 grudnia 2023 przełożony na 20 marca 2024. | [ 35 ] |
| 25           | 24.03        | Hutnik Kraków - Stal Stalowa Wola         | 1:1          | Jakub Górski 25'                                                                            | 879          | | [ 35 ] |
| 26           | 28.03        | Stal Stalowa Wola - Sandecja Nowy Sącz    | 2:1          | Jakub Górski 66', Arkadiusz Ziarko 86'                                                      | 1.945        | | [ 35 ] |
| 27           | 07.04        | Polonia Bytom - Stal Stalowa Wola         | 4:3          | Damian Urban 3', Damian Oko 41', Sebastian Stróżik 85'                                      | 812          | | [ 35 ] |
| 28           | 13.04        | Stal Stalowa Wola - Olimpia Elbląg        | 0:0          |                                                                                             | 1.807        | | [ 35 ] |
| 29           | 21.04        | Lech II Poznań - Stal Stalowa Wola        | 0:0          |                                                                                             | 74           | Mecz rozgrywany na stadionie we Wronkach | [ 35 ] |
| 30           | 27.04        | Stal Stalowa Wola - Kotwica Kołobrzeg     | 1:1          | Sebastian Strózik 90'                                                                       | 1.864        | | [ 35 ] |
| 31           | 04.05        | Olimpia Grudziądz - Stal Stalowa Wola     | 1:3          | Bartosz Zbiciak 20' (sam.), Arkadiusz Ziarko 64', Olivier Sukiennicki 90'                   | 532          | | [ 35 ] |
| 32           | 10.05        | Stal Stalowa Wola - Skra Częstochowa      | 3:1          | Damian Urban 14', Kacper Chełmecki 64', Patryk Zaucha 67'                                   | 1.974        | | [ 35 ] |
| 33           | 17.05        | Radunia Stężyca - Stal Stalowa Wola       | 0:2          | Jakub Górski 24', 61' (k.)                                                                  | 308          | | [ 35 ] |
| 34           | 25.05        | Stal Stalowa Wola - Zagłębie II Lubin     | 2:1          | Sebastian Strózik 46', Łukasz Furtak 90'                                                    | 308          | | [ 35 ] |

### Tabela
| Lp. | Drużyna                     | M  | Z  | R  | P  | B+ | B- | +/– | Pkt | Kwalifikacja lub spadek |
| --- | --------------------------- | -- | -- | -- | -- | -- | -- | --- | --- | ----------------------- |
| 1   | Pogoń Siedlce (M, A)        | 34 | 16 | 10 | 8  | 57 | 45 | +12 | 58  | awans do I ligi         |
| 2   | Kotwica Kołobrzeg (A)       | 34 | 16 | 8  | 10 | 61 | 45 | +16 | 56  | awans do I ligi         |
| 3   | KKS 1925 Kalisz (B)         | 34 | 15 | 10 | 9  | 48 | 32 | +16 | 55  | baraże o I ligę         |
| 4   | Stal Stalowa Wola (B, O, A) | 34 | 15 | 9  | 10 | 44 | 38 | +6  | 54  | baraże o I ligę         |
| 5   | Chojniczanka Chojnice (B)   | 34 | 15 | 9  | 10 | 49 | 44 | +5  | 54  | baraże o I ligę         |
| 6   | Polonia Bytom (B)           | 34 | 14 | 11 | 9  | 57 | 48 | +9  | 53  | baraże o I ligę         |
| 7   | Radunia Stężyca             | 34 | 13 | 11 | 10 | 48 | 45 | +3  | 50  |                         |
| 8   | Hutnik Kraków               | 34 | 13 | 10 | 11 | 47 | 43 | +4  | 49  |                         |
| 9   | Zagłębie II Lubin           | 34 | 13 | 7  | 14 | 48 | 47 | +1  | 46  |                         |
| 10  | ŁKS II Łódź                 | 34 | 12 | 9  | 13 | 46 | 49 | −3  | 45  |                         |
| 11  | GKS Jastrzębie              | 34 | 11 | 10 | 13 | 43 | 48 | −5  | 43  |                         |
| 12  | Wisła Puławy                | 34 | 9  | 14 | 11 | 48 | 50 | −2  | 41  |                         |
| 13  | Olimpia Elbląg              | 34 | 10 | 10 | 14 | 35 | 46 | −11 | 40  |                         |
| 14  | Olimpia Grudziądz           | 34 | 10 | 10 | 14 | 35 | 42 | −7  | 40  |                         |
| 15  | Skra Częstochowa (S)        | 34 | 10 | 10 | 14 | 40 | 43 | −3  | 40  | spadek do III ligi      |
| 16  | Lech II Poznań (S)          | 34 | 10 | 9  | 15 | 34 | 50 | −16 | 39  | spadek do III ligi      |
| 17  | Sandecja Nowy Sącz (S)      | 34 | 9  | 8  | 17 | 35 | 48 | −13 | 35  | spadek do III ligi      |
| 18  | Stomil Olsztyn (S)          | 34 | 9  | 7  | 18 | 30 | 42 | −12 | 34  | spadek do III ligi      |

1. 1 2  Mecze bezpośrednie, liczba punktów: Stal Stalowa Wola 4, Chojniczanka Chojnice 1
2. 1 2 3  Mecze bezpośrednie, liczba punktów: Olimpia Elbląg 9, Olimpia Grudziądz 5, Skra Częstochowa 2

## Baraże o I ligę
Po zakończeniu sezonu rozegrano turniej barażowy o miejsce w I lidze w sezonie 2024/2025 pomiędzy zespołami, które zajęły w II lidze pozycje 3–6. W półfinałach baraży pary zostały ułożone według klucza 3–6 i 4–5, zaś w finale zmierzyli się zwycięzcy półfinałów. We wszystkich meczach gospodarzami były drużyny, które zajęły w lidze wyższą pozycję.
|  | Półfinały | Półfinały             | Półfinały |                   |    | Finał           | Finał | Finał |  |
|  |           |                       |           |                   |    |                 |       |       |  |
|  | 3.        | KKS 1925 Kalisz       | 1         |                   |    |                 |       |       |  |
|  | 3.        | KKS 1925 Kalisz       | 1         |                   |    |                 |       |       |  |
|  | 6.        | Polonia Bytom         | 0         |                   |    |                 |       |       |  |
|  | 6.        | Polonia Bytom         | 0         |                   | 3. | KKS 1925 Kalisz | 1     |       |  |
|  |           |                       |           |                   | 3. | KKS 1925 Kalisz | 1     |       |  |
|  |           |                       | 4.        | Stal Stalowa Wola | 2  |                 |       |       |  |
|  | 4.        | Stal Stalowa Wola     | 4.        | Stal Stalowa Wola | 2  | 2               |       |       |  |
|  | 4.        | Stal Stalowa Wola     |           |                   |    |                 |       |       |  |
|  | 5.        | Chojniczanka Chojnice | 1         |                   |    |                 |       |       |  |

### Półfinały
| 29 maja 2024 | KKS 1925 Kalisz  | 1:0   | Polonia Bytom |                                                                        |
| 16:00 CET    | Hubert Sobol 76' | (0:0) |               | Stadion OSRiR, Kalisz Widzów: 996 Sędzia: Daniel Stefański (Bydgoszcz) |

| 29 maja 2024 | Stal Stalowa Wola                           | 2:1   | Chojniczanka Chojnice |                                                                                               |
| 18:45 CET    | Damian Urban 60' · Bartosz Pioterczak 90+2' | (0:0) | 90+5' Tomasz Boczek   | Podkarpackie Centrum Piłki Nożnej, Stalowa Wola Widzów: 3764 Sędzia: Łukasz Kuźma (Białystok) |

### Finał
| 1 czerwca 2024 | KKS 1925 Kalisz | 1:2   | Stal Stalowa Wola         |                                                          |
| 16:30 CET      | Hubert Sobol 3' | (1:0) | 51' (k), 52' Jakub Górski | Stadion OSRiR, Kalisz Sędzia: Bartosz Frankowski (Toruń) |

## Mecze Pucharu Polski
| Runda       | Data                 | Mecz                               | Wynik | Strzelcy                                          | Widzowie | Uwagi | Źródło |
| ----------- | -------------------- | ---------------------------------- | ----- | ------------------------------------------------- | -------- | --- | ------ |
| I runda     | 27 września 2023     | Stal Stalowa Wola - Znicz Pruszków | 2:0   | Kosei Iwao 73' (k.), Lucjan Klisiewicz 90+4' (k.) | 1100     | – | [ 18 ] |
| 1/16 finału | 31 października 2023 | Carina Gubin - Stal Stalowa Wola   | 1:0   | –                                                 | 300      | 30 października 2023 mecz przeniesiony na Stadion OSiR w Krośnie Odrzańskim, z powodu złego stanu boiska na Stadionie Miejskim w Gubinie. | [ 1 ]  |